# Grad na skali
Grad na skali (nemško: Felsenburg, angleško Rock castle) je vrsta srednjeveškega gradu, ki v svojo obrambo neposredno vključuje naravne skalne izdanke v tolikšni meri, da so skalne formacije vključene v strukturo gradu. Topografsko so gradovi na skali razvrščene med višinske gradove.

## Položaj
V nasprotju z običajnimi gradovi na hribu, ki uporablja teren kot temelj za posamezne stavbe, je celotna struktura gradov na skali v obliki fizičnih, pogosto izoliranih kamnin, kot so skalni stolpi ali skalne stene. Značilno je, da je bil grad zgrajen na skali sposoben zagotoviti utrjen položaj brez velikih dodatkov. V preprostih utrdbah te vrste bi se na skalo povzpeli na preprostih lestvah, ki so se dvignile v času nevarnosti. Gradovi na skali bi imeli tudi lesene in kamnite strukture, zgrajene ali njim priložene. Morfološke značilnosti kamnin so bile ključnega pomena za obseg in naravo vseh struktur.
Skala, na kateri stoji grad je vedno vključena v njegovo zasnovo. Če je skala enostavna za delo (npr. peščenjak), so bili prostori, prehodi, stopnice, ter gredi in cisterna vedno izkopani iz njega. Stavbe, iz lesa ali kamna, so stale na ali ob skali in so jo uporabljale kot temelj ali stene. Ostanki lesenih konstrukcij navadno do danes niso ohranjeni, vendar se njihova lokacija in izgled lahko delno ocenijo iz stropniki ležajev in stropnih lukenj, še vedno vidnih v skali.
Gradovi na skali se pojavijo v velikem številu v južnem Pfalškem (Pfalški gozd), v severni Alzaciji (Severni Vogezi), kot tudi v Severni Češki in saški Švici, kjer je veliko peščenjakove kamnine zagotavljalo nujen predpogoj za njihovo gradnjo.
Večina gradov na skali ni ohranjena. Pogosto je bilo območje porušeno in nato material uporabljen kot kamnolom, tako da razen umetnih in sintetičnih sprememb na skalah samih, je ostalo le nekaj sledov. Nekaj več gradov na skali je ostalo kot ruševina, Neuwindstein je še vedno impresiven ostanek. Nekaj skalnih gradov so obnovili v novejšem času, npr. grad Berwartstein ob koncu 19. stoletja in cesarski grad Trifels, ki bi moral postati "mesto nacionalnega spomina" (nationalen Weihestätte) v času nacizma. V obeh primerih ne gre za rekonstrukcijo srednjeveške utrdbe, ampak sodobno novo zasnovo.

## Izklesani gradovi
Raziskovalec gradov Otto Piper je uporabil nemško besedno zvezo ausgehauene Burg (dobesedno: "izklesan grad") za gradove, ki so imeli sobe umetno izklesane iz skale, na kateri je stal grad.  Primeri takšnih iz skale izklesan gradov so. Fleckenstein, Trifels in Altwindstein. S konstrukcijskega vidika obstaja tesna povezava z jamskim gradom, ki so pogosto tudi izboljšani s sobami umetno izrezanimi iz skale.

## Napačna interpretacija
Oblike izklesane iz skale, kot osnova temeljev in luknje za nosilce, pogosto laiki napačno razumejo kot prazgodovinsko ali zgodnje kultno mesto. V nekaterih primerih je to postalo privlačno za turiste, kar je posledično povzročilo veliko škodo na teh spomenikih. V prvi vrsti gre za frankovske gradove v hribovju Haßberge, zlasti grad Lichtenstein. Sosednji grad Rotenhan in drugi so preplavljena z obiskovalci iz vse Evrope. Vendar pa ni arheološko dokazana pred srednjeveška uporaba kot mesto za kultne obrede ali žrtvovanja.

## Pomembni gradovi na skali
V Italiji grad Mussomeli (Sicilija)
V Franciji Château du Fleckenstein, Vogezi
V Nemčiji:
- grad Altdahn, Pfalški gozd
- grad Grafendahn, Pfalški gozd
- grad Tanstein, Pfalški gozd
- grad Scharzfels, gora Harz
- grad Neurathen, Saška Švica

Na Češkem:
- grad Frýdštejn, Český ráj
- grad Rotštejn, Český ráj
- grad Valečov, Český ráj
- grad Vranov, Český ráj
- grad Helfenburk, severna Češka
- grad Sloup, Lužičke gore
- grad Šaunštejn, Češka Švica